# Grote mierpitta
De grote mierpitta (Grallaria excelsa) is een zangvogel uit de familie Grallariidae (mierpitta's).

## Verspreiding en leefgebied
Deze soort is endemisch in Venezuela en telt twee ondersoorten:
- G. e. excelsa: westelijk Venezuela.
- G. e. phelpsi: noordelijk Venezuela.

## Status
De grootte van de populatie is in 2018 geschat op 1000-2500 volwassen vogels. De populatie is klein en versnipperd en aangenomen wordt dat deze langzaam afneemt door habitatverlies. Op de Rode lijst van de IUCN heeft deze soort daarom de status gevoelig.